# Longitarsus homochaetus
Longitarsus homochaetus es un coleóptero de la familia Chrysomelidae. Fue descrita científicamente en 1997 por Bechyne.